# Sneha Revanur
Sneha Revanur, née en 2004, est une militante américaine. Elle est la fondatrice et présidente d'Encode Justice, une organisation de jeunesse qui milite en faveur d'une réglementation mondiale de l'intelligence artificielle.

## Formation
Revanur est née et a grandi à San Jose, en Californie, et a été déléguée au programme jeunesse du Sénat des États-Unis. Les deux parents de Revanur travaillent dans le secteur du numérique, tout comme sa sœur aînée. Elle raconte comment son éducation dans la Silicon Valley a influencé son activisme : « J'ai été exposée très tôt à une culture selon laquelle chaque problème de société peut être résolu avec une sorte de solution informatique, qu'il s'agisse d'une application mobile ou d'un modèle d'apprentissage automatique. ... il y a toujours eu cette vision selon laquelle l'innovation était une sorte de solution miracle ... Je dis souvent que si j'étais né ailleurs, Encode Justice n'existerait pas
Revanur est étudiante au Williams College dans le Massachusetts, où elle étudie l'économie politique et espère accéder à la faculté de droit après avoir obtenu son diplôme.

## Activités militantes
Au printemps 2023, Revanur a dirigé une coalition de 10 organisations dirigées par des jeunes pour envoyer une lettre conjointe aux dirigeants du Congrès et au Bureau de la politique scientifique et technologique de la Maison Blanche appelant à l'inclusion des jeunes dans les conseils de surveillance et consultatifs de l'IA,. Elle a déclaré que le projet avait été déclenché par des inquiétudes concernant l'impact de l'IA générative sur la société à la suite de la sortie de GPT-4. Plus tard cette année-là, Revanur a été invitée à rencontrer le vice-président Harris en tant que plus jeune participant à une table ronde de dirigeants de la société civile convoquée pour discuter des menaces posées par l'IA,. Revanur a décrit cela comme « un tournant assez important » dans « la légitimation croissante des voix des jeunes ».
En 2023, elle a été décrite par Politico comme la « Greta Thunberg de l'IA ».

### Encode Justice
Revanur a fondé Encode Justice en juillet 2020, à l'âge de quinze ans, après avoir découvert la proposition californienne 25, une mesure électorale qui aurait remplacé le recours à la caution en espèces dans tout l'État par des algorithmes d'évaluation des risques,. Elle décrit avoir été alarmée par le défi des biais algorithmiques après avoir lu une enquête ProPublica de 2016, qui a inspiré sa décision de s'opposer à la proposition 25 : "Cela a été un réveil très brutal pour moi au cours duquel j'ai réalisé que la technologie n'est pas cette chose absolument objective et neutre comme elle est rapportée être."  Le groupe a élargi son nombre de membres et a mobilisé les étudiants pour qu'ils participent aux efforts de sensibilisation des électeurs et du public. Après l'échec de la proposition 25, Revanur a élargi le champ d'action d'Encode Justice pour inclure d'autres défis sociétaux liés à l'utilisation de l'IA, notamment la surveillance, la désinformation et la perte d'emploi.
Encode Justice s'adresse désormais à environ 1 000 jeunes, principalement des lycéens et des étudiants. Depuis sa création, Encode Justice a contribué aux initiatives politiques en matière d'IA, notamment le plan directeur de l'administration Biden pour une déclaration des droits de l'IA,,. L'organisation gère également un programme d'ateliers et a établi un réseau  de sections internationales.
Revanur a exprimé son inquiétude croissante quant à la possibilité de dommages « catastrophiques » à plus grande échelle dus à l'IA. En octobre 2023, Encode Justice a publié une déclaration conjointe avec le Future of Life Institute soutenant la création d'un régime américain de licences d'IA pour répondre à ces risques. Lors du Sommet futuriste du Washington Post, Revanur a fait référence à cette déclaration et s'est prononcé contre les « luttes intestines » entre les experts en IA motivées par une « vision à somme nulle de la gouvernance de l'IA ».
Elle lance en 2024 une plateforme appelée AI 2030, proposant une série d'actions pour la sécurisation de l'utilisation de l'intelligence artificielle.

## Récompenses
En 2023, Revanur est la plus jeune personne nommée sur la liste inaugurale du TIME des 100 personnes les plus influentes dans le domaine de l'intelligence artificielle.